# مجلة التربية من أجل التنمية المستدامة
مجلة التعليم من أجل التنمية المستدامة، هي منتدى للنقاش والحوارات في مجال التعليم من أجل التنمية المستدامة (ESD). تم نشر المجلة بواسطة ل منشورات SAGE ، الهند التعاون مع مركز تعليم البيئة .
المجلة عضو في لجنة أخلاقيات النشر (COPE).

## الاستخلاص والفهرسة
مجلة التربية من أجل التنمية المستدامة ملخصة ومفهرسة في:
- ProQuest: الببليوغرافيا الدولية للعلوم الاجتماعية (IBSS)
- مجلات ProQuest العلمية
- ديبديف
- بورتيكو
- الهولندية- KB
- ايبسكو
- OCLC
- ICI
- تنمية مستدامة
- Illustrata: العلوم الطبيعية
- Illustrata: مجموعة التكنولوجيا
- هندسة بروكويست
- تقنية ProQuest الخضراء
- بروكويست للعلوم البيئية
- علم الاستدامة ProQuest
- Illustrata: التكنولوجيا
- ProQuest Education
- ProQuest Earth Sciences
- J- بوابة

## روابط خارجية
- الموقع الرسمي
- الصفحة الرئيسية